# Fototendering
Fototendering (Abbau durch das Licht) ist der Prozess, durch den organische Fasern und Textilien durch die Sonneneinstrahlung Kraft und Flexibilität verlieren.
Die ultraviolette Komponente des Sonnenspektrums beeinflusst die Fasern und verursacht Kettenabbau und damit Verlust an Festigkeit. Die Verschlechterungsrate wird durch Pigmente und Farbstoffe in den Textilien beeinflusst. Pigmente können selbst betroffen sein; sie verblassen im Allgemeinen nach der Exposition. Es ist große Sorgfalt erforderlich, um Museums-Artefakte vor den schädlichen Wirkungen von UV-Licht zu bewahren, die in Leuchtstofflampen vorhanden sein können. Viele synthetische Polymere werden durch UV-Licht abgebaut und UV-Stabilisatoren werden zu vielen Thermoplasten zugegeben.
Das Wort wird aus altgriechisch φῶς, phōs = Licht und englisch tendering <textil> = Schwächung hergeleitet.